# Palpomyia plebeja
Palpomyia plebeja är en tvåvingeart som först beskrevs av Friedrich Hermann Loew 1861.  Palpomyia plebeja ingår i släktet Palpomyia och familjen svidknott. Inga underarter finns listade i Catalogue of Life.